# Надсвітловий рух
Надсвітловий рух — рух зі швидкістю, що перевищує швидкість світла у вакуумі. Незважаючи на те, що відповідно до спеціальної теорії відносності швидкість світла у вакуумі є максимально досяжною швидкістю поширення сигналів, а енергія частинки позитивної маси прямує до нескінченності при наближенні її швидкості до швидкості світла, об'єкти, рух яких не пов'язано з перенесенням інформації (наприклад, фаза коливання в хвилі, тінь або сонячний зайчик), можуть мати як завгодно велику швидкість..

## Визначення надсвітлової швидкості матеріальної точки
В (локально) інерційній системі відліку з початком {\displaystyle O} розглянемо матеріальну точку, яка в момент часу {\displaystyle t_{0}} знаходиться в {\displaystyle O}. Швидкість цієї точки ми називаємо надсвітловою в момент {\displaystyle t_{0}}, якщо виконується нерівність:
{\displaystyle v(t_{0})>c}
де:
- {\displaystyle v(t)\equiv {\frac {d}{dt}}s(t)};
- {\displaystyle c} — швидкість світла у вакуумі;
- {\displaystyle t} — час;
- {\displaystyle s(t)} — відстань від точки до {\displaystyle O}, що вимірюється у згаданій системі відліку.

Спеціальна теорія відносності (СТВ) накладає жорсткі обмеження на можливість надсвітлового руху тіл:
1. якщо для розгону тіла з ненульовою масою спокою витрачена кінцева енергія, то тіло не зможе досягти надсвітлової швидкості (див., наприклад, рівняння (9.9)[5]);
2. якщо всі інерціальні спостерігачі рівноправні (тобто за відсутності зовнішнього поля або викривлення простору), існування частинок (а також хвиль або якихось інших об'єктів, здатних переносити інформацію і енергію), що рухаються зі надсвітловою швидкістю і взаємодіючих звичайним чином з «досвітловою» матерією (тобто таких, що їх можна за бажанням випускати і приймати), тягне за собою причинні парадокси (такі, наприклад, як надсилання спостерігачем сигналу у власне минуле).

Існує безліч ситуацій (як серед виразно реальних, так і серед гіпотетичних), які не задовольняють умовам даного визначення, і на які, отже, не поширюються зазначені обмеження.

## Класична фізика

### Сонячний зайчик, ножиці
Світлова пляма («сонячний зайчик») або, наприклад, точка перетину лез гільйотинних ножиць можуть міняти положення з надсвітловою швидкістю {\displaystyle v}.
Але при цьому інформація і енергія передаються в напрямку, що не збігається з напрямком руху сонячного зайчика (зі швидкістю, меншою або рівною {\displaystyle c}), а на {\displaystyle v} обмеження, згадані вище, не поширюються.
Досить цікаво, що «зайчик», що рухався швидше за світло, виникає не тільки тоді, коли використовується обертове джерело світла з вузьким променем і екран на дуже великій відстані. Будь-яка, зокрема плоска, світлова хвиля з більш-менш широким  фронтом, падаючи на екран під кутом, в принципі, створює подібного «зайчика» (ступінь його вираженості, втім, визначається тим, наскільки різким є фронт хвилі), а відображену хвилю можна інтерпретувати як Черенковське випромінювання від «зайчиків», відповідних до кожного гребеня падаючої хвилі. 
У цьому сенсі такі об'єкти, як світловий «зайчик», цілком фізичні. Їх відмінність від звичайних полягає лише в тому, що вони не переносять енергію або інформацію з собою, тобто стан «зайчика» в якийсь момент і в якомусь місці не є причиною його стану або взагалі появи потім в іншому місці екрана.

### Неінерціальні системи відліку
В класичній механіці час і простір вважаються абсолютними, а швидкість матеріальної точки визначається як
{\displaystyle {\vec {V}}={\dot {\vec {r}}}={\frac {d{\vec {r}}(t)}{dt}}}
де {\displaystyle {\vec {r}}} — радіус-вектор матеріальної точки. Так, в обертовій системі координат (відліку)швидкість матеріальної точки дорівнює:
{\displaystyle {\vec {V}}={\dot {{\vec {r}}_{H}}}-[~{\vec {\Omega }}\times {\vec {r}}~]}
де:
- {\displaystyle {\vec {r}}_{H}} — радіус-вектор в необертовій системі координат;
- {\displaystyle {\vec {\Omega }}} — вектор кутової швидкості обертання системи координат.

Як видно з рівняння, в неінерціальній системі відліку, яка пов'язана з обертовим тілом, досить віддалені об'єкти можуть рухатися з як завгодно великою швидкістю, в тому числі зі швидкістю, що перевищує швидкість світла: {\displaystyle |{\vec {V}}|>c}. Це не вступає в протиріччя зі сказаним в розділі «Визначення надсвітлової швидкості матеріальної точки», так як
{\displaystyle |{\vec {V}}|\neq v}.
Наприклад, для системи координат, пов'язаної з головою людини, що знаходиться на Землі, швидкість руху  Місяця при звичайному повороті голови буде більшою за швидкість світла у вакуумі. У цій системі при повороті за невеликий час Місяць опише дугу з радіусом, приблизно рівним відстані між початком системи координат (головою) і Місяцем.

### Рух зі швидкістю, що перевищує швидкість світла в середовищі
Такий рух не є надсвітловим рухом (див. визначення терміна).

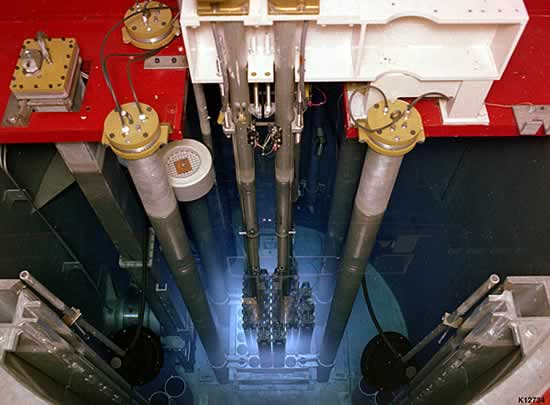
Випромінювання Вавілова — Черенкова в охолоджуючій рідині ядерного реактора

Швидкість світла в середовищі завжди нижча за швидкість світла у вакуумі. Тому фізичні об'єкти можуть рухатися в середовищі зі швидкістю більшою за швидкість світла в середовищі, але меншою від швидкості світла у вакуумі. Так відбувається, наприклад, в охолоджуючій рідині ядерного реактора, коли через воду проходять електрони, вибиті гамма-квантами зі своїх орбіт, зі швидкістю більшою за швидкість світла у воді. При цьому завжди виникає випромінювання Вавілова - Черенкова.

## Загальна теорія відносності

### Розширення Всесвіту
В ЗТВ точкові тіла описуються світловими лініями в 4-вимірному викривленому псевдоевклідовому просторі-часі. Тому, власне кажучи, немає можливості приписати - канонічним чином - віддаленому тілу якусь «швидкість щодо спостерігача». Однак в деяких фізично важливих випадках зробити це все ж можна завдяки наявності «виділеного», «кращого» часу. Зокрема, у фрідмановському всесвіті часом {\displaystyle \tau } в подію {\displaystyle p} можна вважати власне час галактики, що знаходиться в {\displaystyle p}, що минув з моменту Великого вибуху.
Тоді відстанню {\displaystyle l} в момент {\displaystyle \tau _{0}} між двома галактиками {\displaystyle \gamma _{1}(\tau )} і {\displaystyle \gamma _{2}(\tau )} (ми позначили через {\displaystyle \gamma _{1,2}} їхні світлові лінії) можна назвати відстань між точками {\displaystyle \gamma _{1}(\tau _{0})} і {\displaystyle \gamma _{2}(\tau _{0})}, виміряну в 3-мірному рімановому просторі {\displaystyle \tau =\tau _{0}}. Відповідно, швидкістю розбігання цих двох галактик назвемо величину
{\displaystyle U(\tau )\equiv {\frac {d}{d\tau }}l(\tau )}
Всесвіт розширюється в тому сенсі, що так певна відстань між галактиками зростає з часом. Більш того, згідно з закону Габбла, віддалені галактики, що перебувають на відстані більше {\displaystyle c/H} (де {\displaystyle H} — стала Габбла, рівна 67,80 ± 0,77 (км/с)/Мпк), віддаляються одна від одної за швидкістю {\displaystyle U}, яка перевищує швидкість світла.

## Гіпотези

### Надсвітлові частинки
Гіпотетичні частинки тахіони, в разі їх існування, можуть рухатися швидше за світло. Вони не можуть передавати інформацію, інакше це суперечило б принципу причинності.
У тлумаченні спеціальної теорії відносності, якщо вважати енергію і імпульс речовими числами, тахіон описується уявною масою. Швидкість тахіона не може бути менше швидкості світла, оскільки при цьому енергія б нескінченно збільшувалася.
Слід розрізняти тахіони (рухаються завжди швидше за світло і є або просто чисто класичними частинками, або досить специфічним типом збуджень тахіонного поля) і тахіонні поля (так само гіпотетичні). Справа в тому, що тахіонне поле (інші типи його порушень), в принципі, може переносити енергію і інформацію, проте, наскільки відомо, ці типи збуджень поширюються вже не швидше світла.

## Надсвітловий рух у фантастиці
- Двигун викривлення
- Гіперпростір
- Нуль-перехід
- Телепортація